# Tetišeri
Tetišeri byla staroegyptskou královnou Střední říše, Velkou královskou manželkou faraona Ahmose I. ze 17. dynastie.

## Rodina
Tetišeri byla dcerou Tjenny a Neferu. Jména jejích rodičů jsou známa z nápisů na obvazech mumií, nalezených v TT320. Byla zvolena navzdory svému nekrálovskému původu. Byla nejen faraónovou manželkou, ale také jeho Velkou královskou manželkou. Byla matkou Seqenenre Tao, královny Ahotepa I., možná i Kamose.
Faraón Ahmose I. vztyčil v Abydosu stélu s nápisem, oznamujícím stavbu pyramidy a „domu“ pro Tetišeri. Označil královnu matka mé matky a matka mého otce, Tetišeri.

## Pohřeb, kenotaf a pyramida

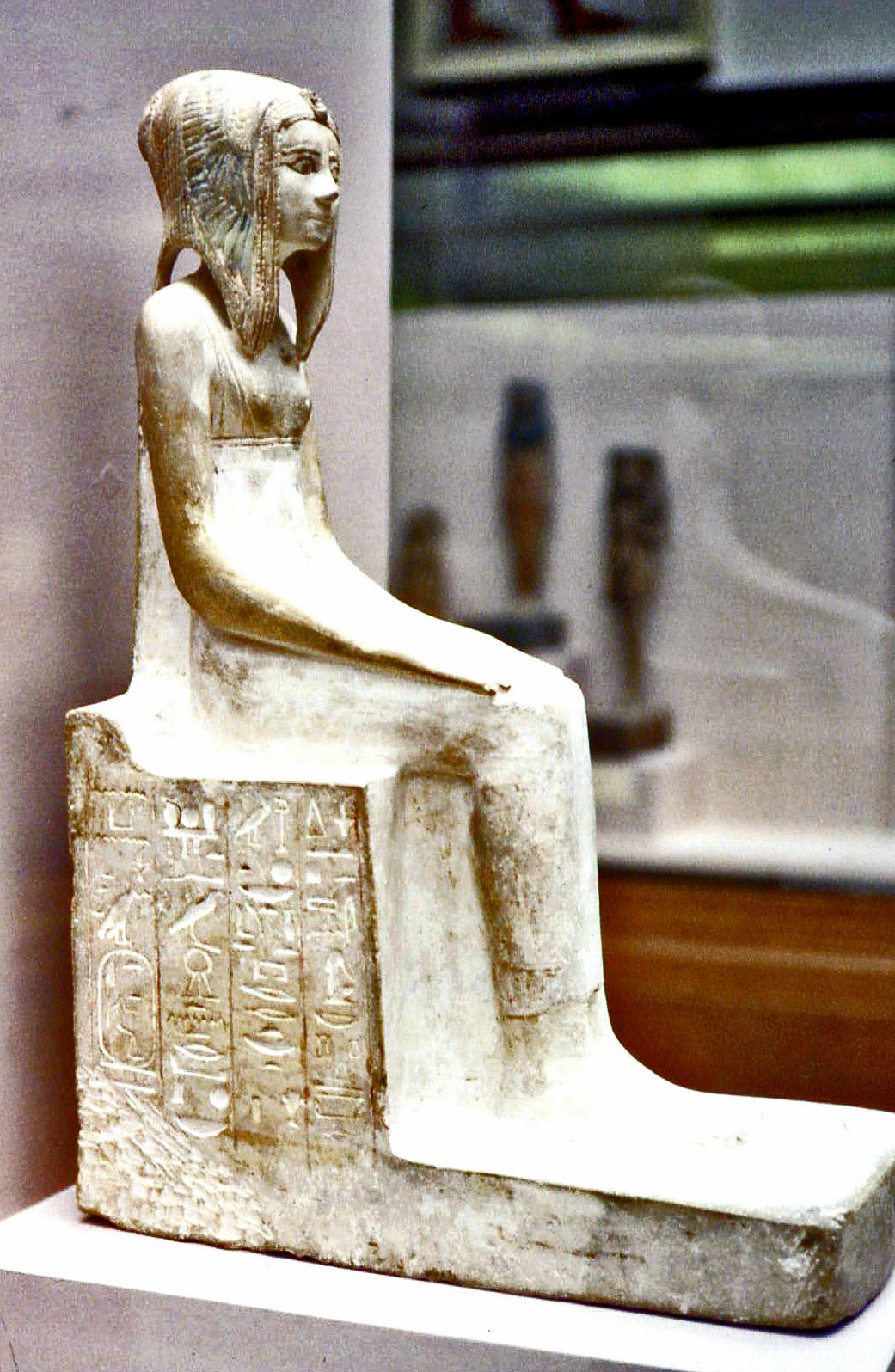
Dříve ikonická soška Tetišeri v Britském muzeu, nyní její pravost zpochybněna

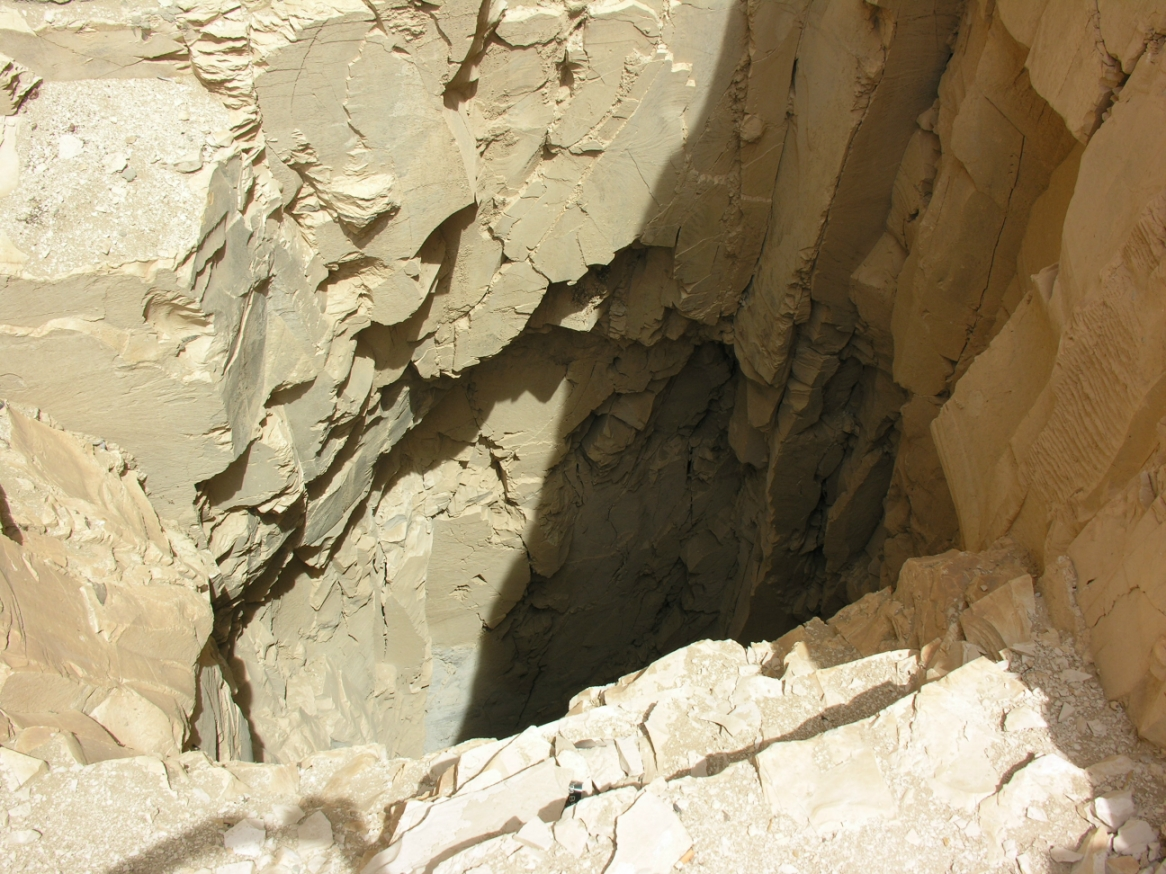
Královská hrobka DB320

Tetišeri byla pravděpodobně pohřbena v Thébách, mohla být znovu uložena do provizorní královské hrobky v TT320. Žádná hrobka v Thébách jí dosud nebyla přesvědčivě připsána, ačkoliv její pravděpodobná mumie byla nalezena mezi ostatními členy královské rodiny, znovu pohřbenými v Královské hrobce DB320.
Faraón Ahmose I. dal na její počest postavit pamětní stavbu nebo kenotaf v Abydosu, uprostřed svého vlastního rozsáhlého pohřebního komplexu. Tato cihlová stavba byla objevena v roce 1902 archeology Egyptského průzkumného fondu. Obsahovala monumentální stélu s nápisem, oznamujícím zasvěcení Ahmose I. a jeho sestry Nefertari.
Podle objevů archeologů chicagské univerzity z roku 2004 patřila Tetišeri cihlová pyramida, poslední pyramida královny, která byla v Egyptě postavena. Byly objeveny také části vápencového pyramidionu neboli vrcholu, což přesvědčivě prokázalo, že hrobka měla formu pyramidy. Geofyzikální průzkum odhalil zděnou dutinu pyramidy o rozměrech přibližně 70 x 90 metrů, o níž se dříve nevědělo.
Sošku trůnící královny ve sbírkách Britského muzea v Londýně s nápisem Tetišeri označil M. W. Davies jako padělek, někteří vědci jeho závěr zpochybnili a trvají na autenticitě sošky i jejího nápisu.